# Manufactura

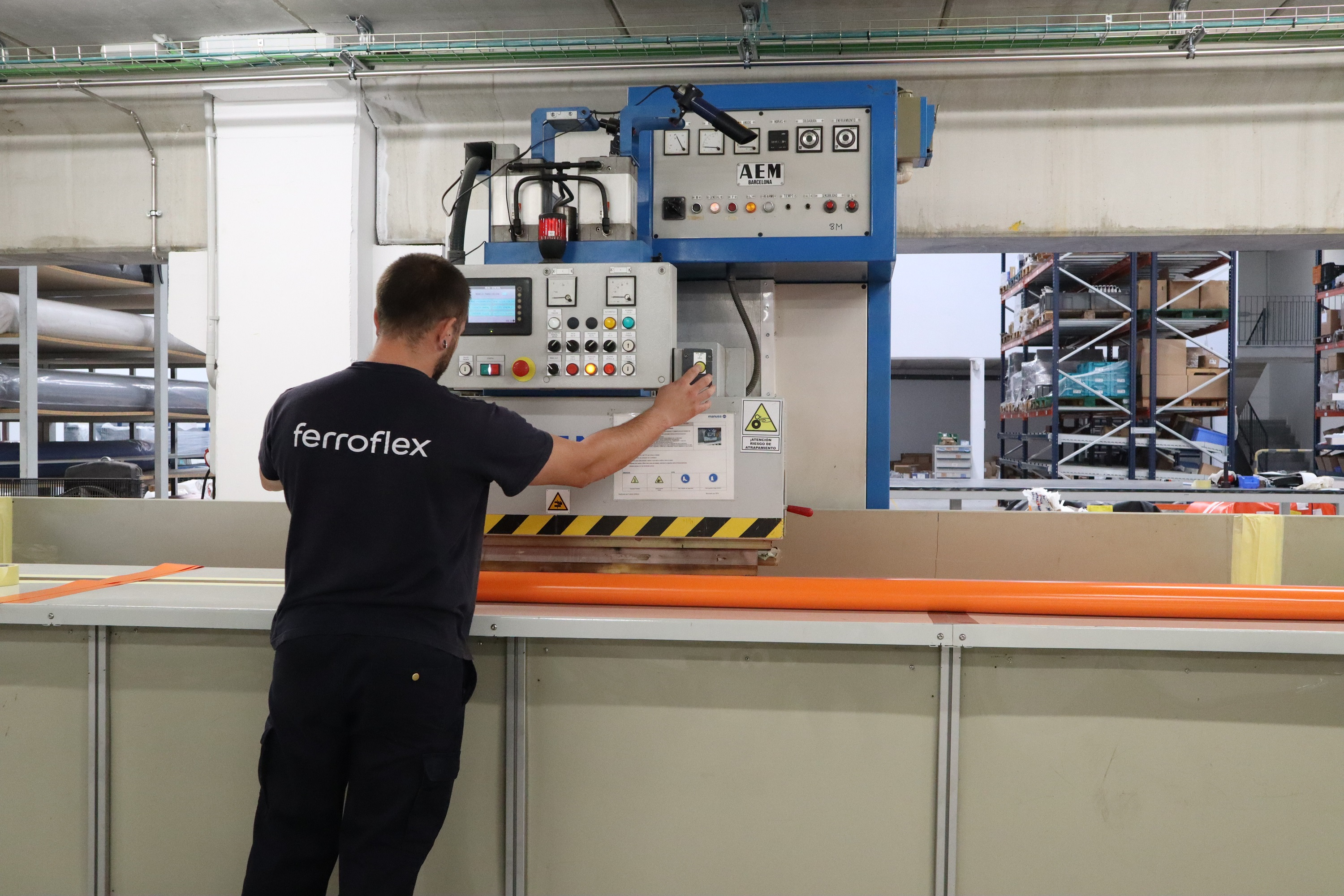
Un empleado fabrica una de las partes de una puerta automática industrial

La manufactura o fabricación es una fase de la producción económica de los bienes. El término puede referirse a un rango de actividad humana, desde la artesanía hasta la alta tecnología, pero se aplica más comúnmente a la producción industrial, que consiste en la transformación de materias primas en productos manufacturados, productos elaborados o productos terminados para su distribución y consumo a gran escala. También involucra procesos de elaboración de productos semi-manufacturados o producto semielaborado. 
La ingeniería de fabricación o el proceso de fabricación son los pasos a través de los cuales las materias primas se transforman en un producto final. El proceso de fabricación comienza con el diseño del producto y la especificación de los materiales con los que se fabrica el producto. Estos materiales se modifican a través de procesos de fabricación para convertirse en la parte requerida.
La manufactura es la actividad del sector secundario de la economía, también denominado sector industrial, sector fabril, o simplemente fabricación o industria.

## Variedades del términomanufactura
Inicialmente la manufactura significa una etapa del desarrollo del capitalismo en la que la producción era a mano, es decir, producción de los objetos sin intervención de las máquinas; en esta forma de producción a diferencia del taller artesanal, el objeto no es producido por una sola persona, sino por un grupo de ellas, cada una de las cuales ejecuta una u otra operación, lo que conduce a un rápido incremento de la productividad del trabajo, en comparación con el artesano. 

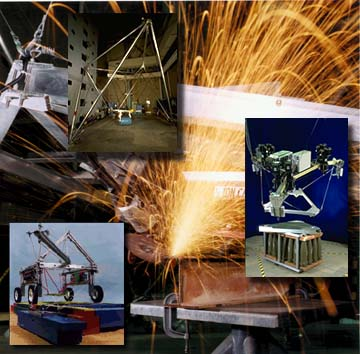
Fabricación a gran escala mediante control por cable

El término puede referir a una variedad de la actividad humana, desde la artesanía a la alta tecnología, pero es más comúnmente aplicado a la producción industrial, en la cual las materias primas son transformadas en bienes terminados a gran escala y con la utilización de máquinas y fuentes de energía más allá del simple trabajo del hombre.
En el Antiguo Régimen, la denominación manufactura, y específicamente las Manufacturas Reales, se oponía en la práctica tanto a las instalaciones propias de los talleres gremiales como a las primeras fábricas (que fueron el ámbito donde se desarrolló la Revolución industrial).
La manufactura en el sentido de fabricación se produce bajo todos los tipos de sistemas económicos, y es una actividad tan propia del ser humano que lo define como especie, siendo los restos de cultura material del Paleolítico, los primeros testimonios de la presencia humana sobre la tierra, al ser más resistentes incluso que los restos anatómicos.
En el sistema económico capitalista, la fabricación se dirige, a través del mercado libre y la libre empresa, hacia la fabricación en serie de productos para la venta a un mercado masivo de consumidores (sociedad de consumo). En los países del denominado socialismo real, que pretendían la construcción de un modo de producción socialista, la fabricación estaba dirigida por una agencia estatal (planificación), y se privilegiaba la industria pesada sobre la de bienes de consumo. En las economías modernas, la fabricación discurre bajo algún grado de regulación gubernamental.
La fabricación moderna incluye todos los procesos intermedios requeridos para la producción y la integración de los componentes de un producto. El sector industrial está estrechamente relacionado con la ingeniería y el diseño industrial.
El proceso puede ser manual (origen del término) o con la utilización de máquinas. Para obtener mayor volumen de producción es aplicada la técnica de la división del trabajo, donde cada trabajador ejecuta solo una pequeña porción de la tarea. Así, se especializa y economiza movimientos, lo que va a repercutir en una mayor velocidad de producción.
Aunque la producción artesanal ha formado parte de la humanidad desde hace mucho tiempo (desde la Edad Media), se piensa que la manufactura moderna surge alrededor de 1780 con la Revolución industrial británica, expandiéndose a partir de entonces a toda la Europa Continental, luego a América del Norte y finalmente al resto del mundo.
El Arsenal de Venecia ofrece uno de los primeros ejemplos de una empresa manufacturera en el sentido moderno, fundada en 1104 en Venecia; producía casi un barco todos los días y en su apogeo tenía 16.000 empleados especializados.
La manufactura se ha convertido en una porción inmensa de la economía del mundo moderno. Según algunos economistas, la fabricación es un sector que produce riqueza en una economía, mientras que el sector servicios tiende a ser el consumo de la riqueza.

## Historia y desarrollo

### Prehistoria e historia antigua

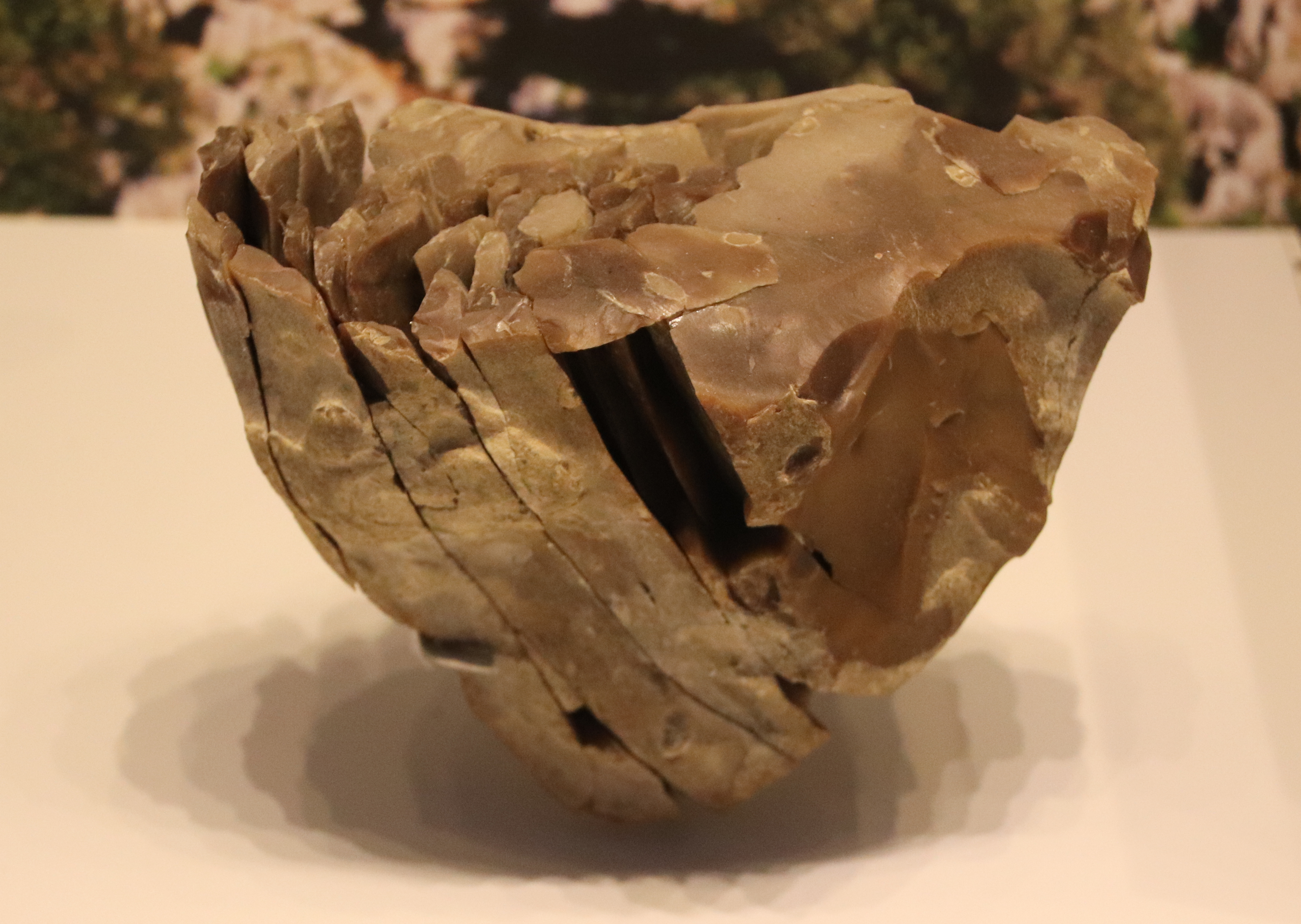
Núcleo de piedra de sílex para hacer hojas, cerca del 40000 BP

Los antepasados humanos han fabricado objetos con piedra y otras herramientas desde mucho antes de la aparición del Homo sapiens hace aproximadamente 200.000 años. Los primeros métodos de fabricación de herramientas de piedra, conocida como la "industria" Olduvayense, se remonta a hace al menos 2,3 millones de años, con las primeras pruebas directas del uso de herramientas que se encuentran en Etiopía en el Gran Valle del Rift, que se remonta a hace 2,5 millones de años. Para fabricar una herramienta de piedra, un "núcleo" de piedra dura con propiedades específicas de descamación (cómo el sílex) fue golpeado con uno percutor. Esta descamación produjo bordes afilados que se podían utilizar como herramientas, principalmente en forma de picoladora o rascadora. Estas herramientas ayudaron en gran medida a los primeros humanos en su estilo de vida cazadora-recolectora para formar otras herramientas a partir de materiales más blandos como el hueso y la madera. El Paleolítico medio, hace aproximadamente 300 000 años, se vio la introducción de la técnica de núcleo preparado, donde se podrían formar rápidamente varias hojas a partir de una piedra de un solo núcleo. La descamación a presión, en que una madera, un hueso o una cornamenta de punzón que se pudo utilizar para dar forma a una piedra muy finamente se desarrolló durante el Paleolítico superior, empezando hace aproximadamente 40 000 años. Durante el Neolítico, las herramientas de piedra pulcras se fabricaron a partir de varias rocas duras cómo el sílex, jade, jadeíta, y esquisto verde. Los ejes pulcros se utilizaron junto a otras herramientas de piedra, incluidas las puntas, cuchillos y rascadores, así como herramientas fabricadas con materiales orgánicos como la madera, el hueso y el cuerno.

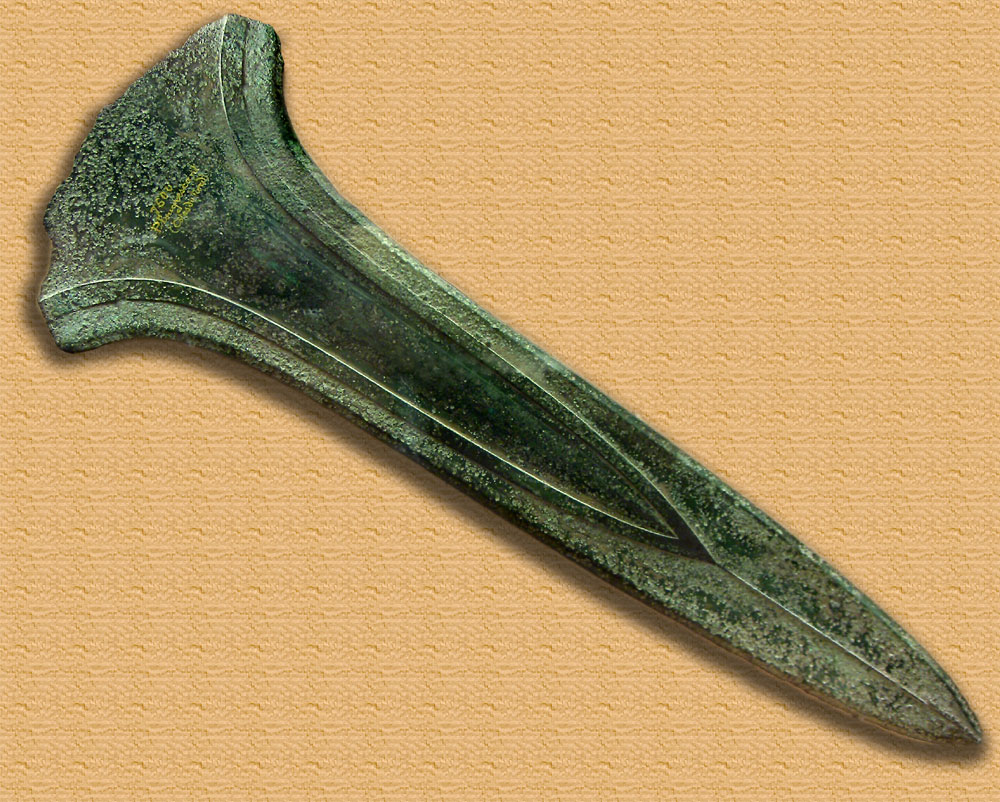
Una espada de la Edad del Bronce tardía o hoja de puñal

La fundición del cobre se cree que se originó cuando la tecnología de la cerámica de kilns permitieron temperaturas bastante altas. La concentración de varios elementos, como por ejemplo el arsénico, aumenta con la profundidad de los depósitos de mineral de cobre y la fundida de estos minerales de bronce arsénico, que se puede endurecer suficientemente para trabajarlos y fabricar herramientas.  El bronce es una aleación de cobre con estaño; este último, que se encuentra en relativamente pocos yacimientos en nivel mundial, provocó que pasara mucho tiempo antes de que el bronce real de lata se generalizara. Durante la Edad del Bronce, el bronce supuso un gran avance sobre la piedra como material para fabricar herramientas, tanto por sus propiedades mecánicas como la resistencia y la ductilidad como porque se podía fundir en moldes para fabricar objetos con formas intrincadas. El bronce avanzó significativamente en la tecnología de construcción naval con mejores herramientas y claves de bronce, que sustituyó l antiguo método de enganchar tablas del casco con cordón tejido a través de agujeros agujereados. La Edad del Hierro se define convencionalmente por la fabricación generalizada de armas y herramientas que utilizan hierro y acero en lugar de bronce. La fundición de hierro es más difícil que la fundida de estaño y cobre, puesto que el hierro fundido requiere un trabajo en caliente y solo se puede fundir en hornos especialmente diseñados. No se conoce el lugar y el momento del descubrimiento de la fundición de hierro, en parte por la dificultad de distinguir el metal extraído de minerales que contienen níquel del hierro meteorítico trabajado en caliente.
Durante el crecimiento de las civilizaciones antiguas, muchas tecnologías antiguas resultaron de los adelantos en la fabricación. Diversas de las seis máquinas simples clásicas se inventaron en Mesopotamia. Se ha atribuido a los mesopotámicos la invención de la rueda. El mecanismo del torno apareció por primera vez con el torno de alfarero, inventado en la Mesopotamia (actual Irak) durante el V milenio a. C. El papel egipcio hecho de papiros, así como el barro, se produjeron y exportaron en masa en toda la cuenca mediterránea. Las primeras técnicas de construcción utilizadas por los antiguos egipcios hacían uso de ladrillos compuestos principalmente de arcilla, arena, limo y otros minerales.

### Medieval y moderno temprano

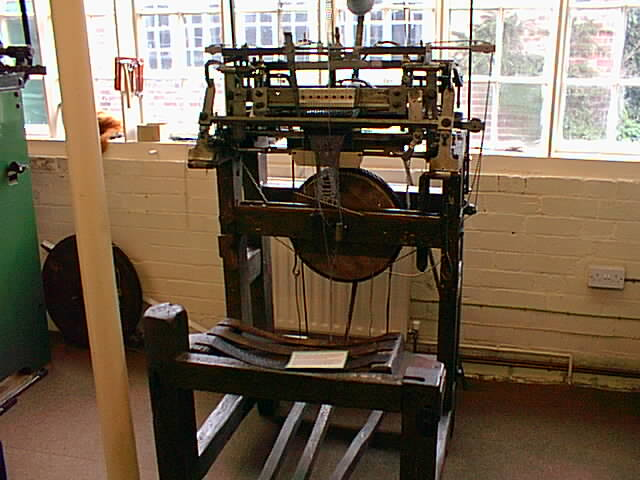
Tricotosa de media en el Museo Framework Knitters de Ruddington

En la edad medieval se vio un cambio radical en la tasa de nuevos inventos, innovaciones en la manera de gestionar los medios de producción tradicionales y el crecimiento económico. La fabricación de papel, una tecnología china del siglo II, se trajo al Oriente Medio cuando un grupo de fabricantes de papel chinos fueron capturados en el siglo VIII. La tecnología de fabricación de papel se extendió en Europa por la conquista omeya de Hispania. En el siglo XII se estableció una fábrica de papel en Sicilia. En Europa la fibra para fabricar pulpa para fabricar papel se obtuvo a partir de trapos de lino y algodón. Lynn Townsend White Jr. acreditó la rueda giratoria con el aumento de la oferta de trapos, cosa que provocó un papel barato, que fue un factor en el desarrollo de la impresión. Debido al auge de los cañones, el alto horno se hizo un uso generalizado en Francia a mediados de siglo XV. El alto horno se había utilizado en China desde el siglo IV a. C.. La tricotosa de media, que se inventó en 1598, aumentó el número de tejedores por minuto de 100 a 1000.

### Primera y segunda revoluciones industriales

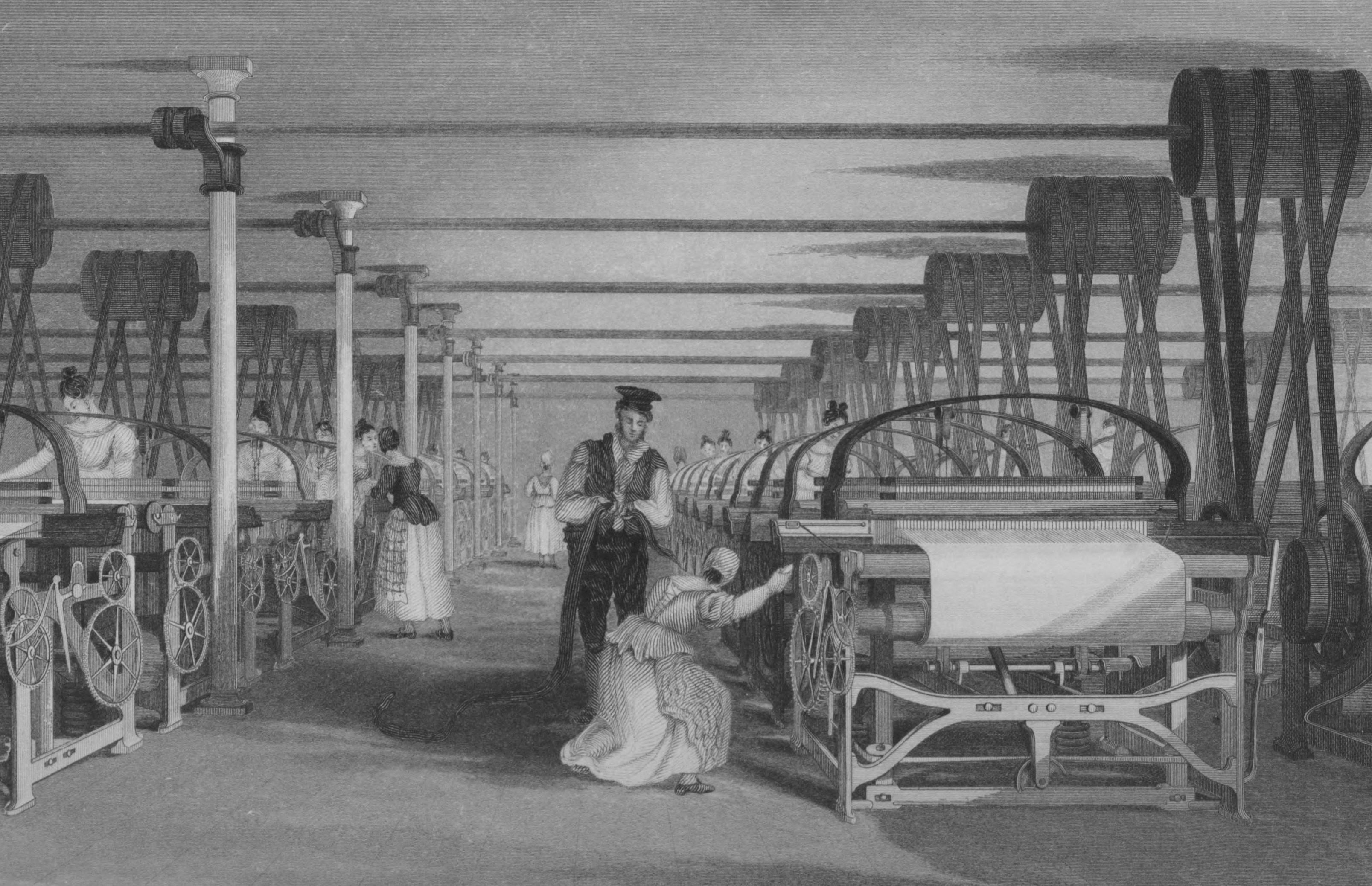
Un telero Roberts en un fábrica de tejidos el 1835

La Revolución industrial fue la transición a nuevos procesos de fabricación en Europa y los Estados Unidos desde 1760 hasta la década de 1830. Esta transición incluyó el paso de métodos de producción manual a máquinas, nuevos procesos de industria química y producción de hierro, el uso creciente de la máquina de vapor y la energía hidráulica, el desarrollo de máquinas herramienta y el ascenso del sistema fabril mecanizado. La Revolución Industrial también provocó un aumento sin precedentes de la tasa de crecimiento demográfico. El textil fue la industria dominante de la Revolución Industrial en términos de ocupación, valor de producción e inversión de capital. La industria textil también fue la primera en utilizar métodos de producción modernos.: 40  La industrialización rápida empezó por primera vez en Gran Bretaña, empezando por la hilatura mecanizada en la década de 1780, con altos índices de crecimiento de la producción de hierro y vapor que se produjeron a partir del 1800. La producción textil mecanizada se extendió desde Gran Bretaña hasta la Europa continental y los Estados Unidos a principios del siglo XIX, con importantes centros textiles, de hierro y de carbón emergiendo en Bélgica y los Estados Unidos y más tarde los textiles en Francia.
Se produjo una recesión económica desde finales de la década de 1830 hasta principios de la década de 1840, cuando la adopción de las primeras innovaciones de la Revolución Industrial, como la hilatura y el tejido mecanizados, se retardaron y sus mercados maduraron. Las innovaciones se desarrollaron a finales del periodo, como la adopción creciente de locomotoras, barcos de vapor y, fundición de hierro en caliente y nuevas tecnologías, como por ejemplo el telégrafo eléctrico, ampliamente introducidas en la década de 1840 y 1850, no eran bastante potentes para impulsar tasas de crecimiento elevadas. El rápido crecimiento económico empezó a producirse a partir del 1870, que surgió de un nuevo grupo de innovaciones en el que se ha denominado la Segunda Revolución Industrial. Estas innovaciones incluyeron nuevos procesos de elaboración del acero, producción en masa y en cadena, sistemas de redes eléctricas, la fabricación a gran escala de máquinas herramienta y el uso de maquinaria cada vez más avanzada en las fábricas de vapor.
Aprovechando las mejoras en la investigación de materiales y bombas de vacío, las lámparas eléctricas se hicieron prácticas para uso general a finales de la década de 1870. Este invento tuvo un efecto profundo en el puesto de trabajo porque las fábricas ahora podían tener trabajadores del segundo y tercer turno. La producción de calzado se mecanizó a mediados de siglo XIX. La producción masiva de máquinas de coser y maquinaria agrícola como los segadores se produjeron a mediados de siglo XIX. Las bicicletas se produjeron en serie a partir de la década de 1880. Las fábricas de vapor se generalizaron, a pesar de que la conversión del agua a vapor se produjo en Inglaterra antes de que en los EE. UU..

### Manufactura moderna

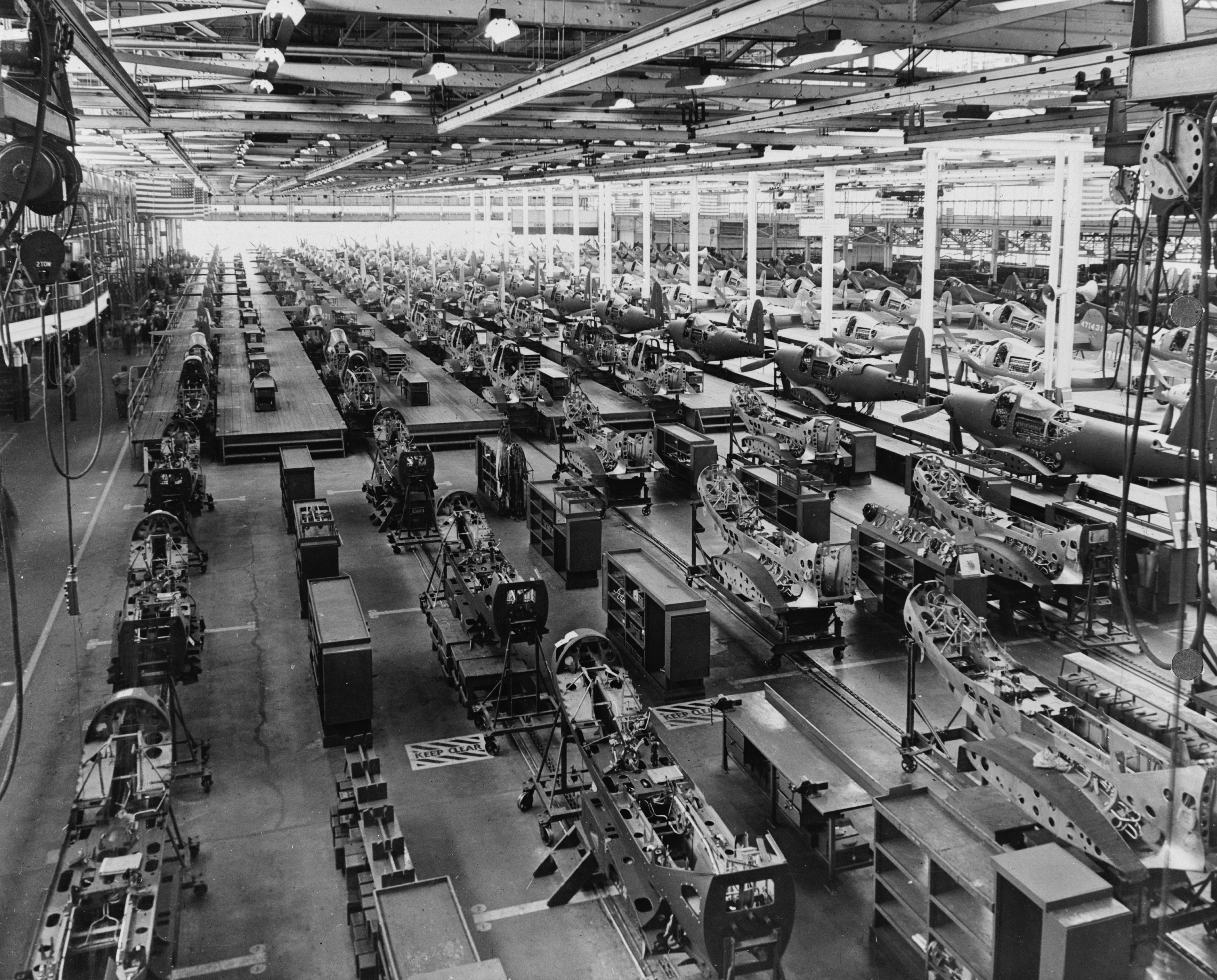
La planta de montaje de la Bell Aircraft Corporation en 1944

La electrificación de fábricas, que habían empezado gradualmente a la década de 1890 después de la introducción del práctico motor CC y CA, fue más rápido entre 1900 y 1930, ayudado por el establecimiento de servicios eléctricos con estaciones centrales y la bajada de los precios de la electricidad entre 1914 y 1917. Los motores eléctricos permitían una mayor flexibilidad en la fabricación y requerían menos mantenimiento que los ejes y las correas de la línea. Muchas fábricas experimentaron un aumento del 30 % en la producción solo en pasar a motores eléctricos. La electrificación permitió la producción masiva moderna y el mayor impacto de la producción masiva temprana se produjo en la fabricación de productos cotidianos, como por ejemplo Ball Brothers Glass Manufacturing Company, que electrificaron su planta de terrinas en Muncie, Indiana, EE. UU. hacia el 1900. El nuevo proceso automatizado utilizaba máquinas de soplado de vidrio para sustituir 210 sopletes y ayudantes de vidrio artesanos. Se usaba un pequeño camión eléctrico para manipular 150 docenas de botellas a la vez, donde anteriormente un camión traía 6 docenas. Los mezcladores eléctricos sustituyeron los hombres que a través de palas manipulaban arena y otros ingredientes que se introducían al horno de vidrio. Una grúa aérea eléctrica sustituyó 36 jornaleros para mover cargas pesadas en toda la fábrica.
La producción masiva se popularizó a finales de la década de 1910 y de 1920 por la Ford Motor Company de Henry Ford, que introdujo los motores eléctricos en la entonces conocida técnica de producción en cadena o secuencial. Ford también compró o diseñó y construyó máquinas herramienta y accesorios para usos especiales, como por ejemplo ejes múltiplos de prensas de taladro que podría perforar todos los agujeros de un lado de un bloque de motor en una operación y un cabezal múltiple de fresadora que podrían mecanizar simultáneamente 15 bloques de motor sujetados en un solo dispositivo. Todas estas máquinas herramienta se disponían sistemáticamente en el flujo de producción y algunas tenían carros especiales para hacer rodar componentes pesados en posición de mecanizado. La producción del Ford Model T utilizaba 32 000 máquinas herramienta.
La producción ajustada (también conocida como fabricación justo-in-time), que es un método de producción dirigido principalmente a reducir los tiempos dentro del sistema de producción, así como los tiempos de respuesta de los proveedores y de los clientes, se desarrolló en Toyota en el Japón de los años treinta. Fue introducido en Australia en los cincuenta por la British Motor Corporation (Australia) de la planta de Victoria Park en Sídney, desde donde la idea migró más tarde a Toyota. Las noticias se extendieron en los países occidentales desde Japón en 1977 en dos artículos en inglés: uno hacía referencia a la metodología como el "sistema Ohno", por Taiichi Ohno, quien fue fundamental en su desarrollo dentro de Toyota. El otro artículo, publicado por autores de Toyota en una revista internacional, proporcionaba detalles adicionales. Finalmente, aquella publicidad y otras se tradujeron en implementaciones, empezando en 1980 y después multiplicándose rápidamente en toda la industria de los Estados Unidos y otros países.

## Lista de países por producción manufacturera
Estos son los primeros 50 países según el valor total de la producción manufacturera en dólares estadounidenses para su año detallado según el Banco Mundial.
| Clasificación | País o región          | Millones de $US | Año  |
| ------------- | ---------------------- | --------------- | ---- |
|               | Mundo                  | 13 739 251      | 2019 |
| 1             | China                  | 3 853 808       | 2020 |
| 2             | Estados Unidos         | 2 341 847       | 2019 |
| 3             | Japón                  | 1 027 967       | 2018 |
| 4             | Alemania               | 678 292         | 2020 |
| 5             | Corea del Sur          | 406 756         | 2020 |
| 6             | India                  | 339 983         | 2020 |
| 7             | Italia                 | 280 436         | 2020 |
| 8             | Francia                | 241 715         | 2020 |
| 9             | Reino Unido            | 227 144         | 2020 |
| 10            | Indonesia              | 210 396         | 2020 |
| 11            | Rusia                  | 196 649         | 2020 |
| 12            | México                 | 185 080         | 2020 |
| 13            | Canadá                 | 159 724         | 2017 |
| 14            | Irlanda                | 153 311         | 2020 |
| 15            | España                 | 143 052         | 2020 |
| 16            | Brasil                 | 141 149         | 2020 |
| 17            | Turquía                | 135 596         | 2020 |
| 18            | Suiza                  | 133 766         | 2020 |
| 19            | Tailandia              | 126 596         | 2020 |
| 20            | Países Bajos           | 99 940          | 2020 |
| 21            | Polonia                | 99 146          | 2019 |
| 22            | Arabia Saudita         | 90 774          | 2020 |
| 23            | Australia              | 76 123          | 2020 |
| 24            | Malasia                | 75 101          | 2020 |
| 25            | Singapur               | 69 820          | 2020 |
| 26            | Austria                | 67 881          | 2020 |
| 27            | Suecia                 | 67 146          | 2020 |
| 28            | Filipinas              | 63 883          | 2020 |
| 29            | Bélgica                | 63 226          | 2020 |
| 30            | Egipto                 | 58 790          | 2020 |
| 31            | Venezuela              | 58 237          | 2014 |
| 32            | Bangladés              | 57 283          | 2019 |
| 33            | Nigeria                | 54 760          | 2020 |
| 34            | República Checa        | 53 189          | 2020 |
| 35            | Argentina              | 53 094          | 2020 |
| 36            | Puerto Rico            | 49 757          | 2020 |
| 37            | Dinamarca              | 47 762          | 2020 |
| 38            | Vietnam                | 45 273          | 2020 |
| 39            | Israel                 | 42 906          | 2019 |
| 40            | Argelia                | 40 796          | 2019 |
| 41            | Perú                   | 38 404          | 2020 |
| 42            | Irán                   | 38 174          | 2019 |
| 43            | Finlandia              | 37 520          | 2020 |
| 44            | Emiratos Árabes Unidos | 36 727          | 2019 |
| 45            | Sudáfrica              | 34 804          | 2020 |
| 46            | Pakistán               | 30 452          | 2020 |
| 47            | Colombia               | 29 894          | 2020 |
| 48            | Perú                   | 29 701          | 2019 |
| 49            | Hungría                | 27 956          | 2020 |
| 50            | Portugal               | 27 408          | 2020 |

## Sistemas de fabricación
- Producción artesanal
- Sistema Putting-out
- Sistema de fabricación inglés
- Sistema de fabricación estadounidense
- Colectivismo soviético en la industria manufacturera
- Producción en masa
- Producción en cadena o continua
- Producción por lotes o discontinua
- Fabricación por encargo
- Fabricación Justo a tiempo
- Monozukuri
- Sistema de producción Toyota
- Lean manufacturing
- De fabricación flexible
- Personalización en masa
- Fabricación ágil
- Rapid Manufacturing
- Prefabricación
- Propiedad
- Publicación

## Categorías de fabricación
- Industria química
  - Farmacéutica
- Construcción
- Electrónica
  - Semiconductores
- Ingeniería
  - Biotecnología
  - Tecnologías emergentes
  - Nanotecnología
  - Biología sintética, Bioingeniería
- Industria de la energía
- Alimentos y Bebidas
  - Agronegocios
  - Industria cervecera
  - Procesamiento de alimentos
- Diseño industrial
  - Piezas intercambiables
- Industria del metal
  - Herrería
  - Maquinarias
  - Máquinas herramienta
  - Maquinabilidad
  - Fabricante de herramientas y matrices
  - Las tendencias de la industria mundial del acero
  - Industria del acero
- Fundición
- Plásticos
- Telecomunicaciones
- Manufactura textil
  - Industria textil
  - Velería
  - Fabricación de tiendas de campaña
- Transporte
  - Fabricación aeroespacial
  - Fabricación de automóviles
  - Fabricación de autobuses
  - Fabricación de neumáticos